# Церква Святого Апостола Андрія Первозваного (Буча)
Церква Святого Апостола Андрія Первозваного та Всіх Святих — чинна мурована церква у місті Буча, Київська область. Парафія належить до Київської єпархії Православної церкви України. Настоятель — протоієрей Андрій Галавін.

## Розташування
Церква Святого Апостола Андрія Первозваного та Всіх Святих знаходиться на бульварі Богдана Хмельницького у мікрорайоні «На полі».

## Історія
У 2010 року парафія «Всіх святих землі Української» почала спорудження церкви на честь Святого Апостола Андрія Первозваного та Всіх Святих.
3 серпня 2013 року відбудеться освячення хрестів на куполи церкви.
27 лютого 2016 року Святійший Патріарх Київський і всієї Руси-України Філарет звершив чин освячення новозбудованої нижньої церкви на честь Святого Апостола Андрія Первозваного.

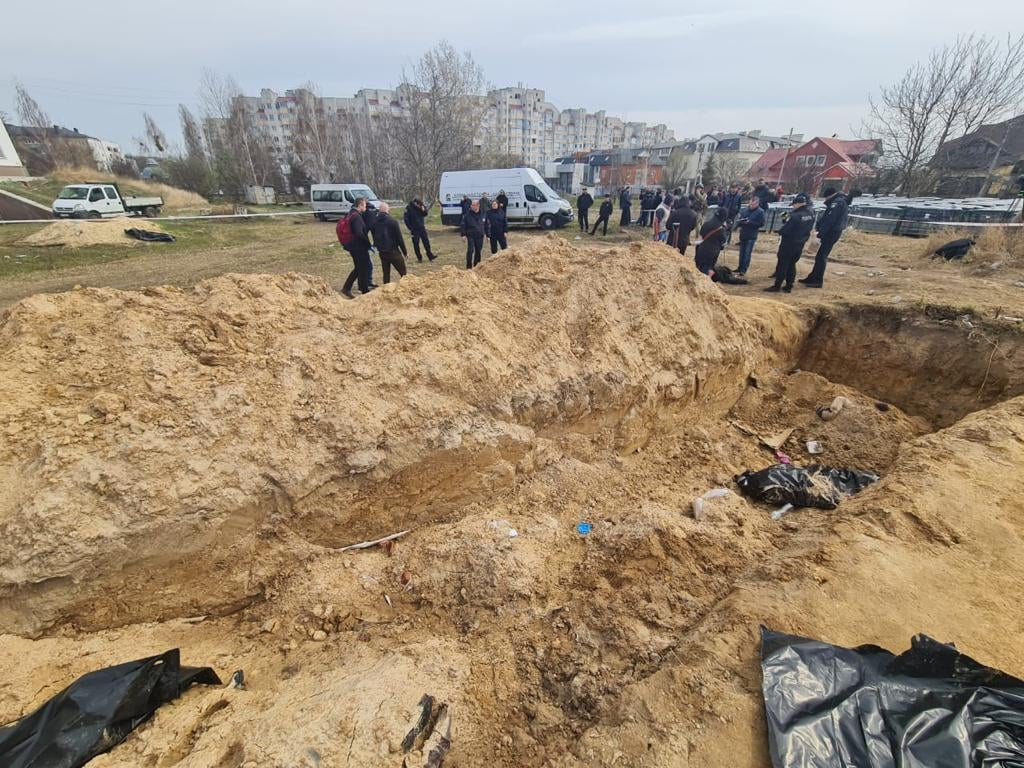
Ексгумація тіл із братської могили біля церкви 8 квітня 2022 року

Під час російської окупації у березні 2022 року, коли відбулася Бучанська різанина, на території церкви розташовувалася Братська могила, з якої ексгумували 117 тіл мешканців міста. 10 березня 2022 року видання Рейтер, посилаючись на супутникові знімки, повідомило, про перші ознаки риття траншеї для братської могили на території церкви За даними, опублікованими 7 квітня, 90 % жертв серед мирних жителів міста загинули внаслідок розстрілів росіянами.
В планах місцевої влади збудувати на території церкви меморіал пам'яті всіх загиблих Бучанського району.
Після деокупації Бучі церкву Святого Апостола Андрія Первозваного та Всіх Святих відвідали багато поважних гостей, серед яких були відомі світові політики (керівники парламентів України, Польщі та Чехії), громадські діячі та зірки. 
6 квітня 2022 року Блаженнійший Митрополит Київський і всієї України Епіфаній очолив панахиду за розстріляними та закатованими українцями в Бучі. Богослужіння було звершено біля братської могили, що поряд церкви Святого Апостола Андрія Первозваного.
3 травня 2022 року в церкві Святого Апостола Андрія Первозванного відбувся меморіальний концерт-реквієм ансамблю класичної музики імені Бориса Лятошинського Національного будинку органної та камерної музики України. Перед концертом прочитав молитву Блаженнійший Митрополит Київський і всієї України Епіфаній.
1 серпня 2022 року Блаженнійший Митрополит Київський і всієї України Епіфаній помолився за Україну, за захисників Батьківщини та за весь наш славний український народ у церкві Святого Апостола Андрія Первозваного та Всіх Святих.

## Архітектура
Церква мурована, двоярусна, хрещата у плані, п'ятибанна. 
Загалом церква розрахована на 300 парафіян. 
На верхньому ярусі розміщена церква святого Андрія Первозваного, на нижньому, стилобаті — церква на честь всіх святих землі Української.
Загальна площа церкви — 930 м², висота — 43 м.

## Світлини

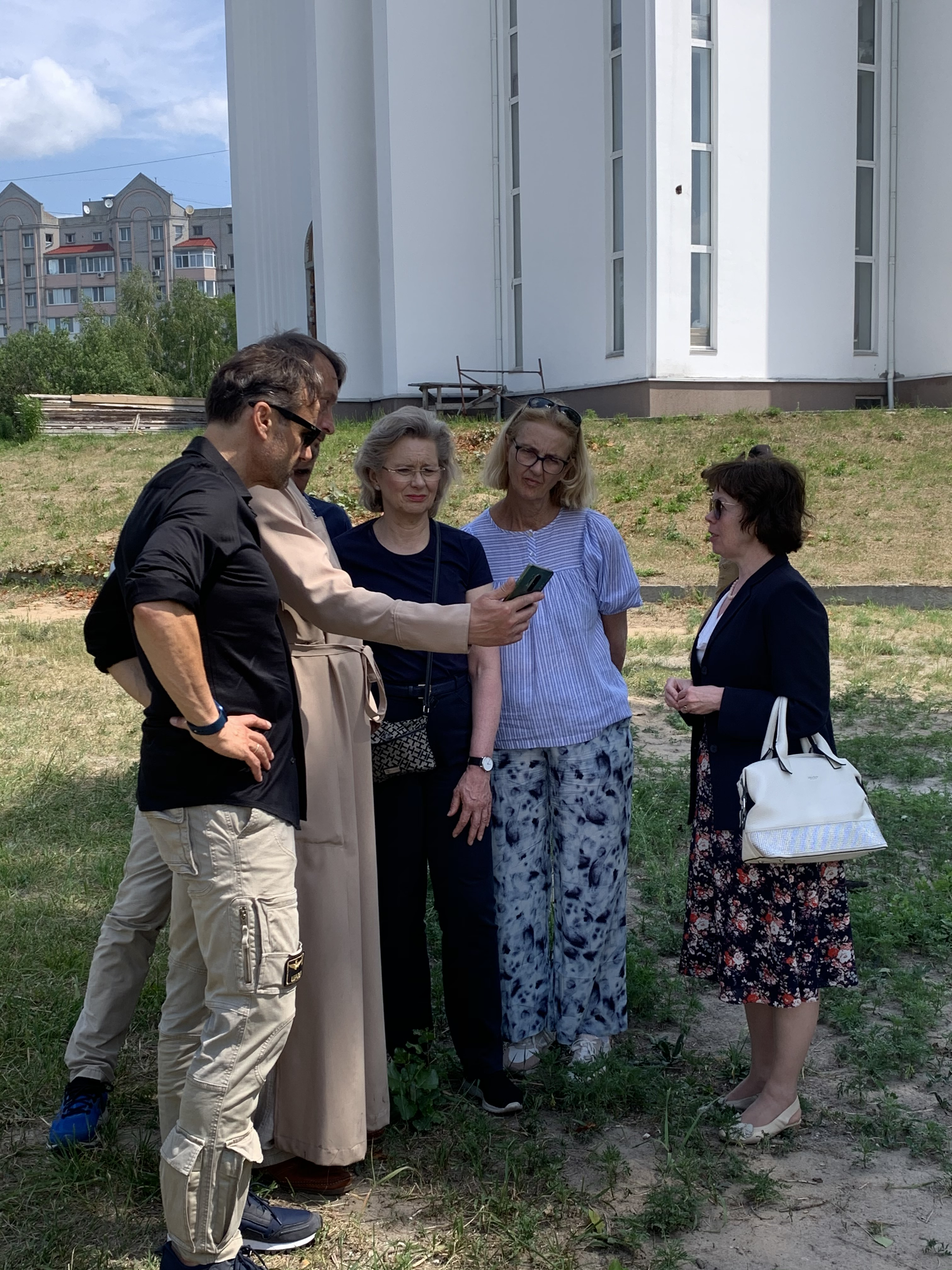
Делегація ПА
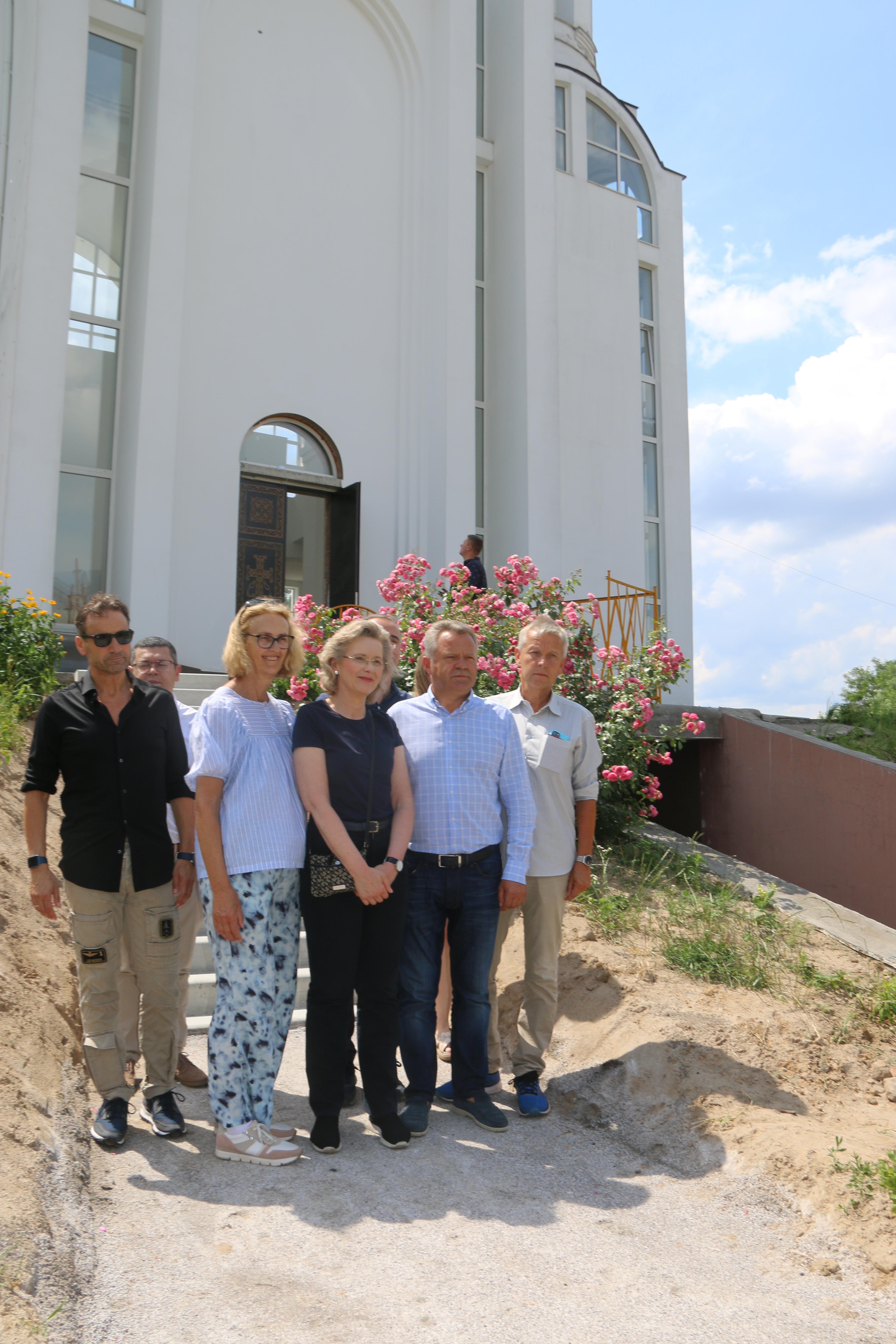
ОБСЄ під час
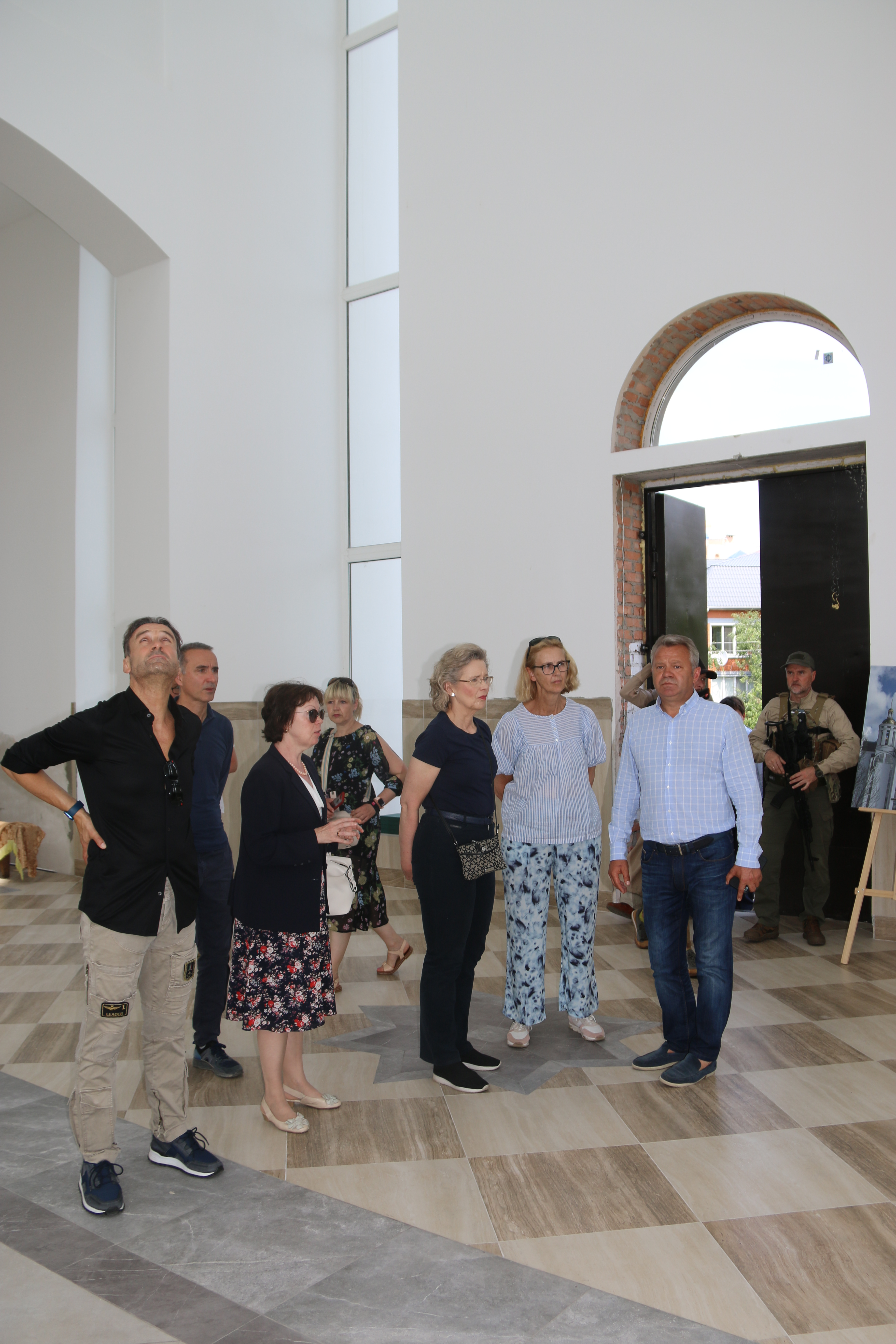
відвідин церкви.
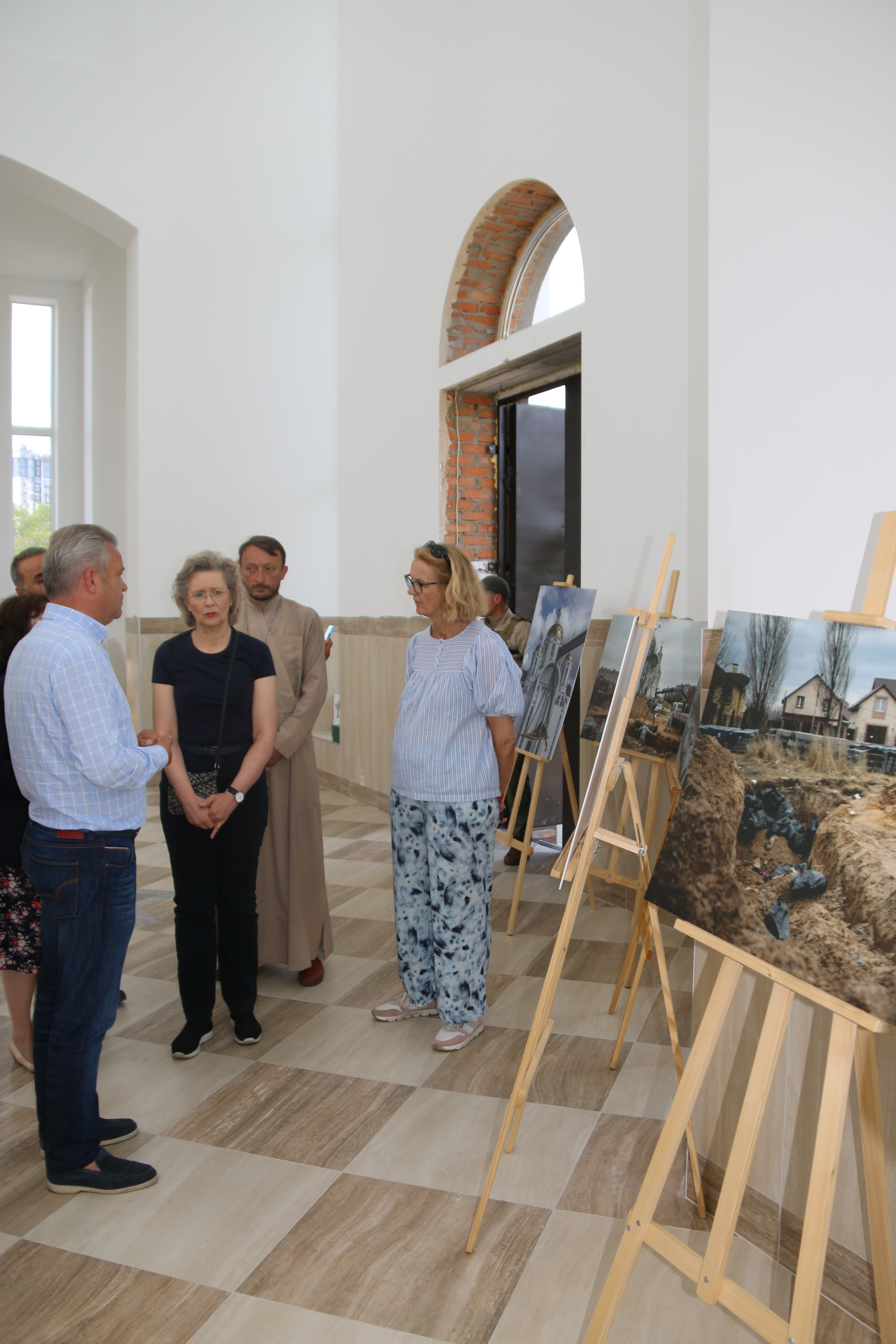
27 червня 2022

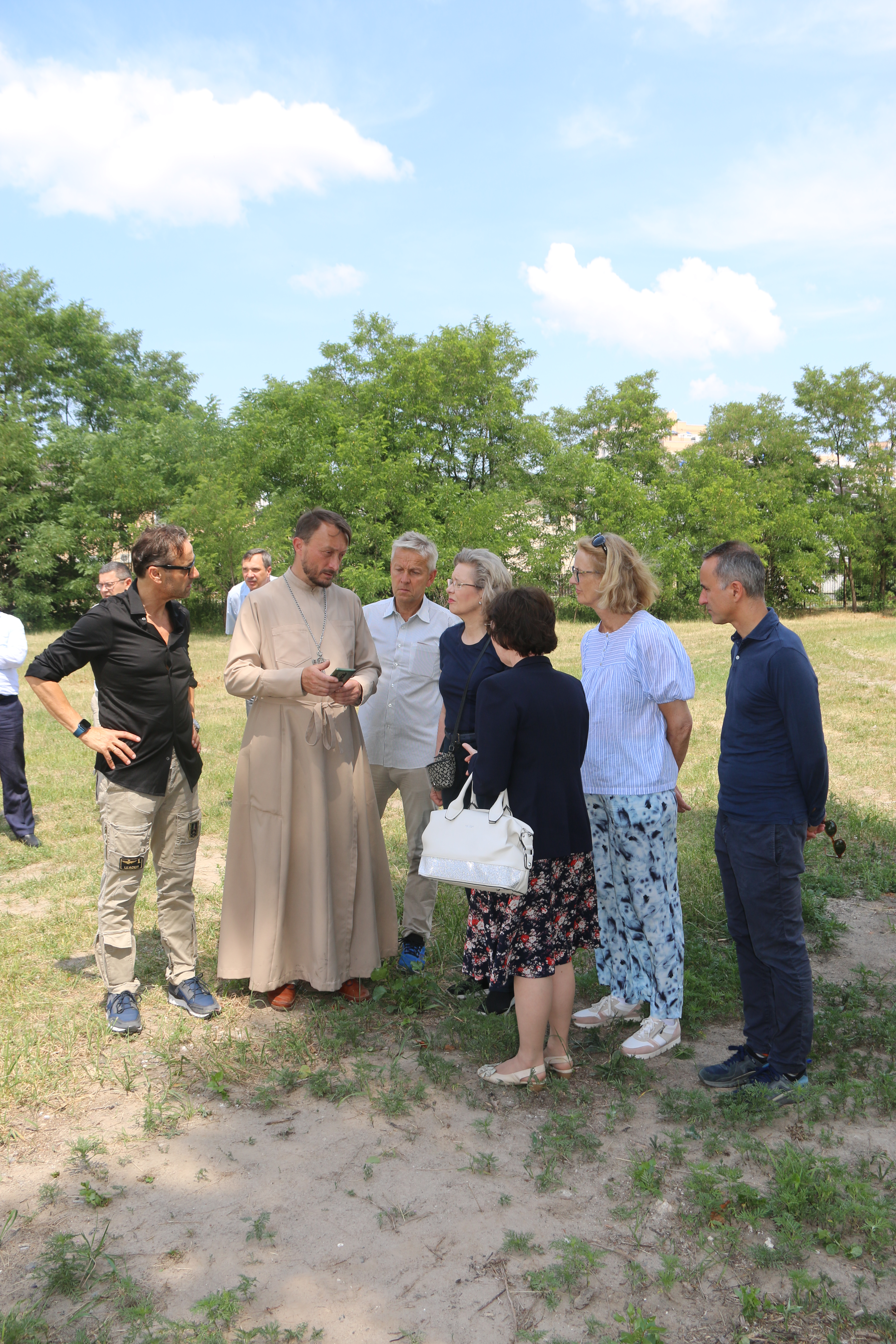
Делегація ПА ОБСЄ з протоієреєм Андрієм Галавіним
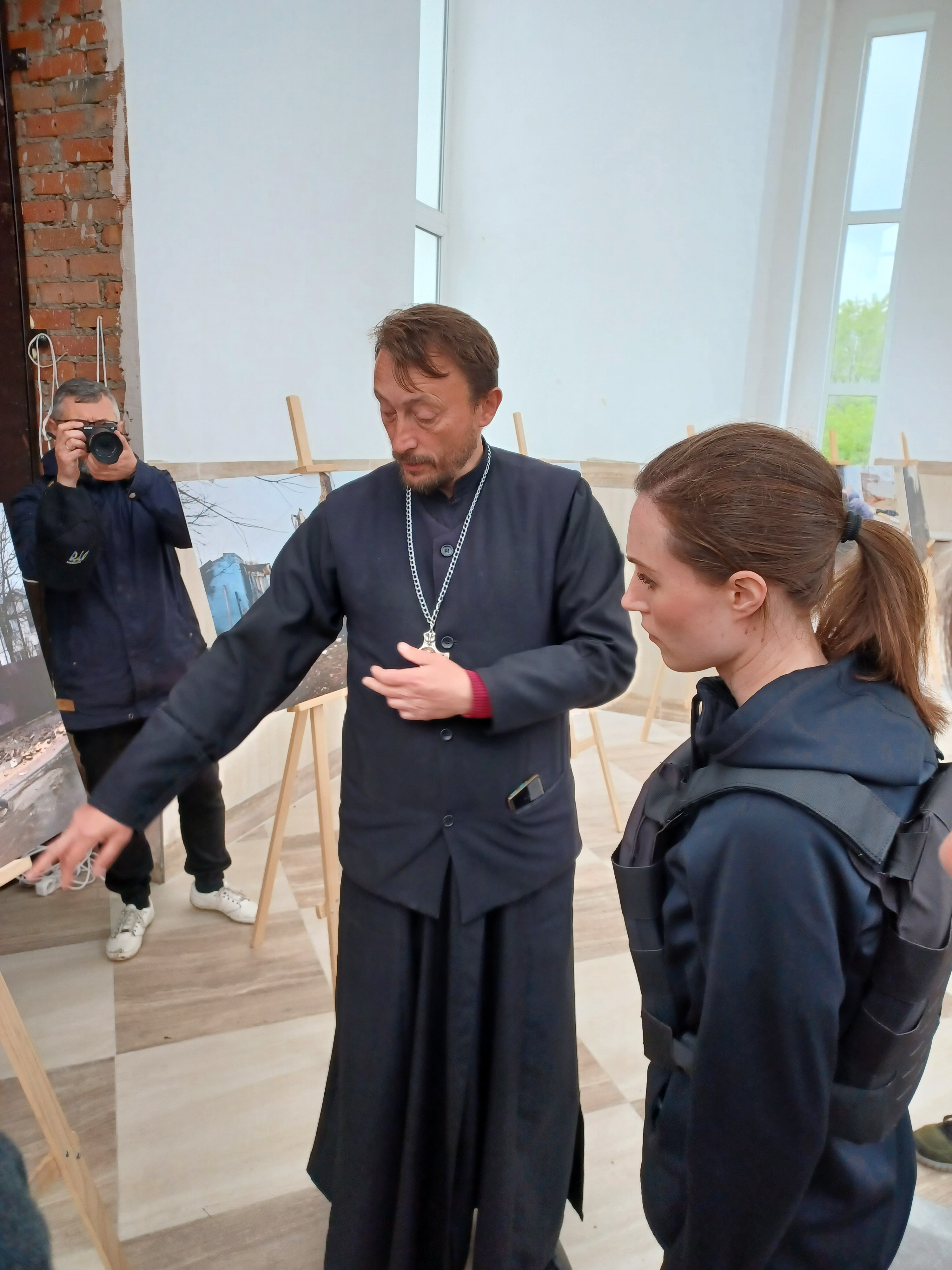
Прем'єрка Фінляндії Санна Марін з протоієреєм Андрієм Галавіним у церкві. 26 травня 2022
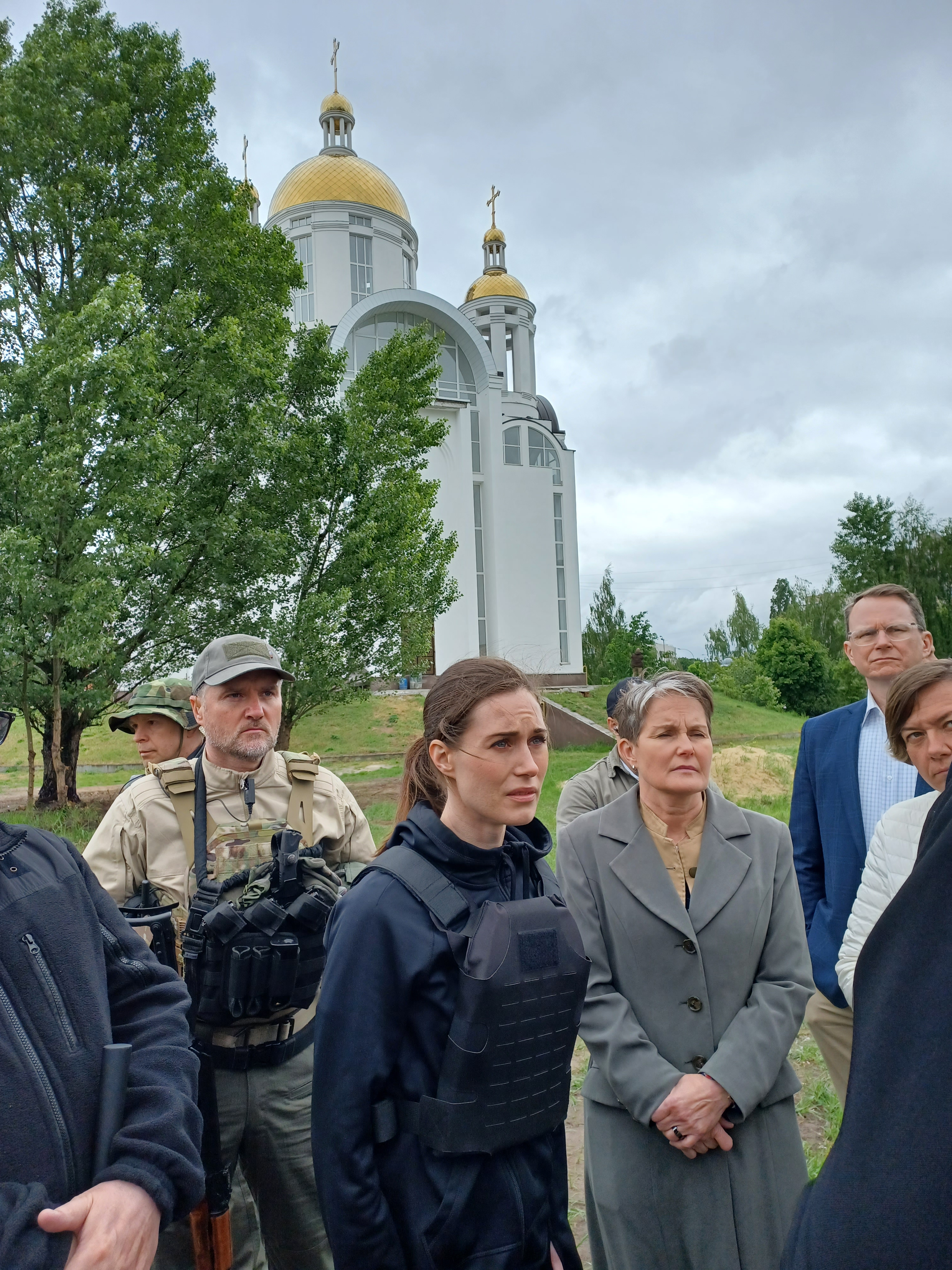
Прем'єрка Санна Марін
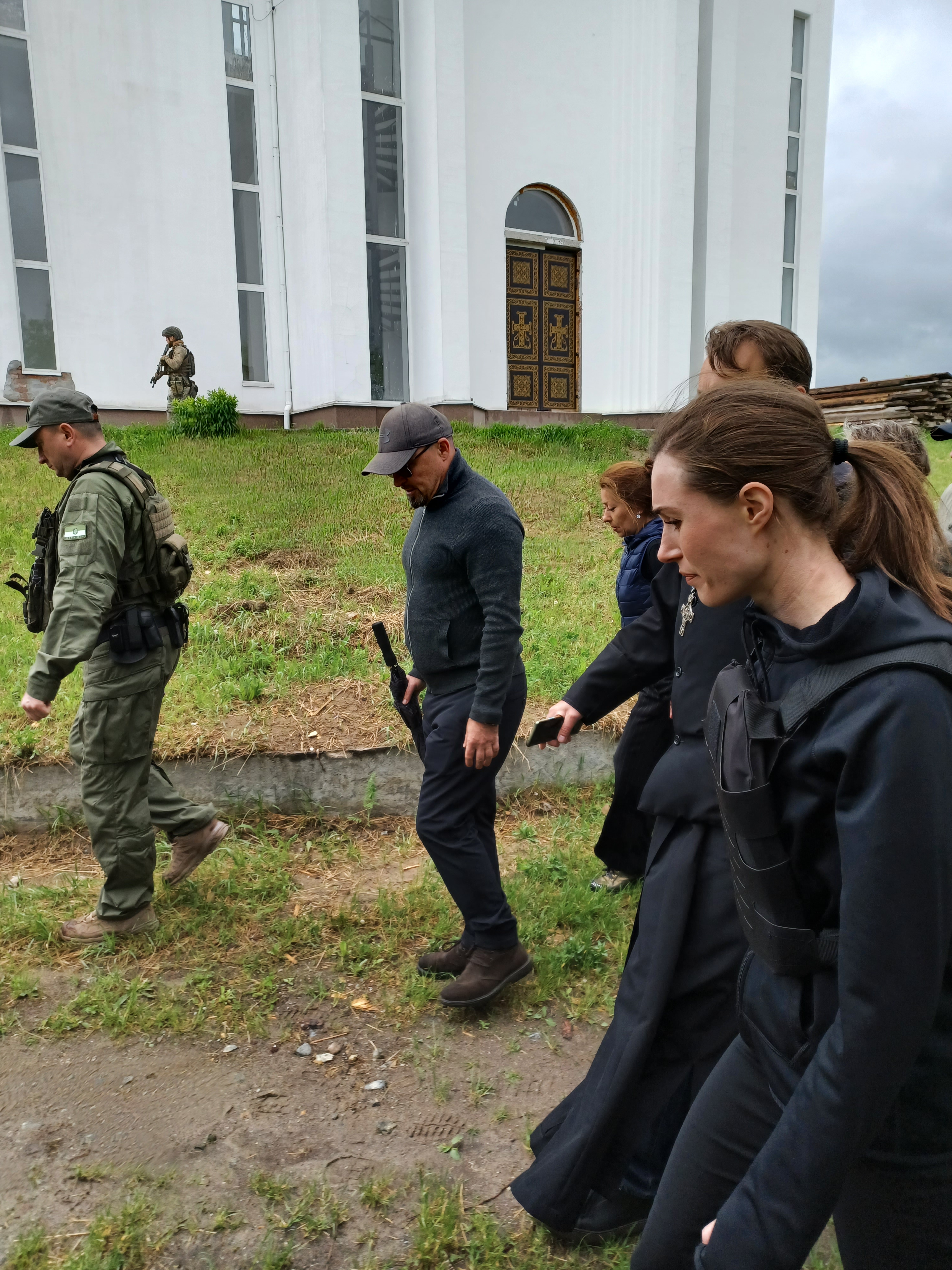
біля церкви. 26 травня 2022